# Azagly-nafarelin
Azagly-nafarelin, được bán dưới tên thương hiệu Gonazon, là một loại chất chủ vận hormone giải phóng gonadotropin (chất chủ vận GnRH) được sử dụng trong thuốc thú y ở châu Âu. Nó là một chất tương tự GnRH và một peptide tổng hợp, đặc biệt là một decapeptide. Thuốc đã được phê duyệt ở châu Âu dưới dạng cấy ma trận dựa trên silicon rắn để sử dụng như một biện pháp tránh thai ở động vật như chó đực, mèo và những người khác, nhưng không còn hoặc không bao giờ có sẵn trên thị trường. Thuốc cũng đã được sử dụng để điều trị tăng sản tuyến tiền liệt lành tính ở động vật. Ngoài việc sử dụng ở động vật có vú, azagly-nafarelin đã được phê duyệt để sử dụng cho cá nuôi trồng thủy sản, đặc biệt để kiểm soát sự rụng trứng ở cá hồi và là chất chủ vận GnRH đầu tiên có sẵn để sử dụng cho cá. Nó được giới thiệu để sử dụng vào năm 2005.